# Gruta de Nuestra Señora de Lourdes
La Gruta de Nuestra Señora de Lourdes (en portugués: Gruta Nossa Senhora de Lourdes) es una cueva de Brasil que se encuentra en el Morro Espía Barco donde existen algunos caños, que hasta 1974, servían para el abastecimiento de la ciudad de Guaratuba. Posee una imagen de Nuestra señora de Lourdes y, diversas placas que se colocan en el lugar en agradecimiento a gracias alcanzadas por los fieles.
Debido a que su agua fue usada por locales para bautismos (como ocurrió en la fuente são luiz) hasta tener su abastecimiento de agua normalizado, en 1984 el saneamiento del agua fue cortado y normalizado el 19 de septiembre de 1984 un mes después, siendo utilizada hasta hoy pues su agua es limpia y cristalina.